# 60 Second Assassin
60 Second Assassin, född som Frederick Cuffie Jr. i april 1961 i Brooklyn, New York, är en hiphopartist med kopplingar till Wu-Tang Clan. Han är medlem i grupperna Sunz Of Man och Wu-Tang Killa Beez. Han gjorde sitt första framträdande på ett skiva på Ol' Dirty Bastards debutalbum där han sjöng i låtarna Dirty N Stinkin och Protect Ya Neck II The Zoo. Han mest kända framträdande var dock på Raekwons album Only Built 4 Cuban Linx... där han sjunger i slutet av låten Glaciers of Ice. Han har även medverkat i låten Wicked Ways från samlingsskivan 1 Million Strong och på Killah Priests soloalbum Heavy Mental i låten Tai Chi.

## Solo
- 2010: Remarkable Timing

## Sunz of Man
- 1998: The Last Shall be the First
- 1999: The First Testament
- 2002: Saviorz Day
- 2006: The Old Testament

http://www.discogs.com/artist/60+Second+Assassin